# BVE
A Boso View Express, BVE Trainsim egy freeware vonatszimulátor-program, amelyet Takashi Kojima, japán egyetemista írt. Jelenleg Windows 98, Windows Me, Windows 2000, Windows XP, Windows Vista, Windows 7 és Windows 10 operációs rendszerek alatt érhető el, de sikerült Virtual PC emulátor és WINE alatt is futtatni. A 2. verzió DirectX környezetet, a 4. verzió Microsoft .NET platformot igényel. A program tetszőlegesen bővíthető, ezért rengeteg, a felhasználók által készített pálya és jármű elérhető hozzá.

## Verziók

### BVE 2.6.3
A BVE 2.6.3 verzióban csak belső nézet van. Egyéb nézetek nem jeleníthetőek meg (pl. bármilyen külső nézet). Egy route fájlban (az a fájl ami tartalmazza a pálya adatait) csak egy útvonal van. Ennek megfelelően a járművünk egy meghatározott útvonalon halad. Az esetleges váltókat állítani nem lehet. A járművet a menetrend szerint kell vezetni, az állomásból a megadott időpontoktól korábban nem lehet elindulni. Amennyiben nincs érkezési vagy indulási időpont megadva, akkor az időpont hiányában tetszőlegesen lehet az állomásra érkezni, illetve az állomásról indulni. A BVE képi megjelenítése nincsen hatással a jármű haladására. Ez azt jelenti, hogy az objektumok bárhogyan is legyenek elhelyezve, a jármű például semmibe nem „ütközik”. A pályában mozgó objektumok nincsenek, mert mozgó objektumokat nem lehet készíteni.

### BVE 4.2
A BVE 4.2 a BVE 2.6.3 verzióhoz hasonló tulajdonságokkal bír. Néhány új lehetőséggel, funkcióval bővült a program a BVE 2.6.3 verziójához képest, többek között a fényerő és a megvilágítás irányának megadási lehetőségével, valamint a vonatokhoz rendelhető beépülők támogatásával.

### OpenBVE
Az OpenBVE egy BVE-től függetlenül fejlesztett, de azzal kompatibilis nyílt forráskódú program, a BVE 2.6.3 és BVE 4.2 verzióhoz hasonlóan ingyenes. Windows, Mac OS X, és Linux operációs rendszer alatt is fut.
Fejlesztése 2008. április 10-én kezdődött. Az első stabil változatot, az 1.0.0.0-s verziót 2009. március 23-án adta ki a fő fejlesztő, Michelle Boucquemont, aki az 1.4.1.2-es verzióig fejlesztette a játékot. A továbbfejlesztését előbb Anthony Bowden és Odakyufan, majd végül Christopher Lees (Leezer3) vette át. Az OpenBVE eredetileg az OpenGL grafikus renderelőt és az OpenAL audio motorját használta, az újabb (1.4.3+) változatai azonban már az OpenTK-ra épülnek. A játékban a legfontosabb újdonságok a külső nézet lehetősége, a 3D-s vezetőállások, a robotpilóta, valamint a mozgó (animált) objektumok megjelenése. Ezenkívül számos funkcióval bővült a BVE 4.2 verzióhoz képest. A program jelenleg is folyamatos fejlesztés alatt áll, a legutóbb megjelent stabil verziója a 2023. december 17-én kiadott 1.9.2.5-ös.

### Hmmsim
A Hmmsim egy, a koreai Jemin Hwang (Jeminie) által iOS és Android rendszerű mobiltelefonokra és táblagépekre írt vasúti szimulátor játékprogram, ami egy különálló PC-s konverter segítségével alkalmas a BVE-s pályák/járművek futtatására. A szimulátornak kétféle változata is létezik, egy régebbi (ingyenes, 1.1.3-s verziójú) és egy újabb (fizetős, 1.2.8-s verziójú). Az ingyenes változatban alapból a szöuli 2-es metrót, míg a fizetősben a 7-es metrót is vezethetjük.

#### BVE – Hmmsim kompatibilitás
Fontos megjegyezni, hogy míg a Hmmsim első, ingyenes változata csak a BVE 2/4-re írt pályákkal/járművekkel, addig a második, fizetős változata már az OpenBVE-s pályákkal/járművekkel is kompatibilis (kivéve többek között az $Include, $Sub, $Chr parancsokat és a 255 fölötti indexszámú objektumokat sem kezeli), ill. hogy csak a fizetős változatban érhetőek el az olyan extra funkciók, mint a külső nézet, a fly-by kamera, a menetrend, a pontozási rendszer, a robotpilóta és a Doppler-hanghatás. Szintén érdemes tudni, hogy az OpenBVE-s animált objektumok statikus (animációk megjelenítése nélküli) formában betöltésére is csak a fizetős változat alkalmas, az ingyenes változat egyáltalán nem kezeli az ANIMATED objektumokat, csak a B3D/CSV formátumúakat, bár még ezen belül is a régi BVE-k által még nem támogatott TranslateAll, RotateAll, ScaleAll parancsok támogatásáról is le kell mondani az ingyenes változathoz, ill. a(z) (Set)EmissiveColor parancs támogatásáról még a fizetős változat esetén is le kell tenni.

## Kiegészítők készítése
A BVE-hez és az OpenBVE-hez a kiegészítőket a Windowsban is megtalálható programokkal is el lehet készíteni. A pálya adatait tartalmazó fájlban (route-fájl) szövegalapú kifejezéseket kell megadni a pálya megépítéséhez, amely a Jegyzettömbben is megírható, módosítható. A pályához szintén szövegalapú kifejezésekkel lehet objektumokat készíteni. Az objektumokhoz általában bmp kiterjesztésű képeket kell készíteni. Az OpenBVE már támogatja a png kiterjesztésű képeket is. Járműveket is hasonló módon lehet létrehozni – itt hangokból az eredeti BVE alapból csak a legegyszerűbb, tömörítetlen WAV-fájlformátumot használja (ill. noha erről a hivatalos leírások nem tesznek említést, de a gyakorlatban egyes hangfájlokat MP3 formátumban is lejátszik gond nélkül!), – ezt egészíti ki az OpenBVE a FLAC-támogatással.
A kiegészítők készítéséről bővebben a BVE Klub vagy a BVE Metró oldalakon találhatóak magyar nyelvű, részletes leírások.

## Magyar pályák

### Magyar valós pályák
| Pálya                                                                              | Letölthető |
| ---------------------------------------------------------------------------------- | --- |
| Budapesti Millenniumi Földalatti Vasút (M1-es metró)                               | http://www.bvemetro.hu/ |
| Budapesti K-Ny-i metróvonal (M2-es metró)                                          | http://www.bvemetro.hu/ |
| Budapesti É-D-i metróvonal (M3-as metró)                                           | http://www.bvemetro.hu/ |

A 2-es metró pályája a BVE-ben

| Budapesti DBR metróvonal (M4-es metró)                                             | https://gothpaladinus.wixsite.com/gothpaladinusbve (Budapest Metro Line M4 - új változat, csak Kelenföld vasútállomás és a Móricz Zsigmond körtér között járható) https://bveklub.wordpress.com//muzeum/#M4BudapestFiktiv (régi változat, Kelenföldi pályaudvar - Keleti pályaudvar között járható, ill. az ITT elérhető MVV route-csomaggal egészen a valóságban még el nem készült II. ütemként a Bosnyák térig) |
| Budapesti 2-es villamos                                                            | https://bveklub.wordpress.com//budapesti-2-es-villamos/ (csak a Fővám tér és az Eötvös tér között járható, ill. az ITT elérhető MVV route-csomaggal Közvágóhíd és a Jászai Mari tér között végig járható) |
| Budapesti 4-es villamos                                                            | http://kisember87.atw.hu/ |
| Budapesti 12-es villamos                                                           | https://bveklub.wordpress.com/budapesti-12-es-villamosvonal/ |
| Budapesti 14-es villamos                                                           | https://bveklub.wordpress.com/budapesti-14-es-villamos (új (téli) változat, végig kidolgozva) https://gothpaladinus.wixsite.com/gothpaladinusbve (régi (nyári) változat, csak a Frangepán utcáig van kidolgozva) |
| Budapesti 60-as villamos                                                           | https://drive.google.com/drive/folders/0B3dyn888QfB5QjFRZXBMdmJrSU0 |
| Budapesti 26-os autóbusz                                                           | https://drive.google.com/drive/folders/0B3dyn888QfB5QjFRZXBMdmJrSU0 |
| MÁV 29-es vasútvonal Budapest-Balatonfüred szakasza                                | https://bveklub.wordpress.com/mav-29-30/ |
| MÁV 30-as vasútvonal Budapest-Siófok szakasza                                      | https://bveklub.wordpress.com/mav-29-30/ |
| MÁV 70-es vasútvonal Budapest-Vác szakasza                                         | https://gothpaladinus.wixsite.com/gothpaladinusbve (MÁV railway line nr. 70) |
| MÁV 120-as vasútvonal Budapest-Mende szakasza                                      | https://bveklub.wordpress.com/mav-120a/ |
| H5-ös (Szentendrei) HÉV Batthyány tér - Kaszásdűlő (- Óbuda vasútállomás) szakasza | https://gothpaladinus.wixsite.com/gothpaladinusbve (Budapest MÁV-HÉV Pack - régi változat) http://sztomi1150.atw.hu - új változat, csak a Batthyány tér és a Tímár utca között lehet közlekedni! |
| H6-os (Ráckevei) HÉV                                                               | https://gothpaladinus.wixsite.com/gothpaladinusbve (Budapest MÁV-HÉV Pack - régi változat) https://bveklub.wordpress.com/h6/ - új változat, csak Ráckeve és Tököl között lehet közlekedni! |
| H7-es (Csepeli) HÉV                                                                | https://gothpaladinus.wixsite.com/gothpaladinusbve (Budapest MÁV-HÉV Pack) |
| H8/H9-es (Gödöllői/Csömöri) HÉV Cinkota - Csömör - Kistarcsa szakasza              | https://gothpaladinus.wixsite.com/gothpaladinusbve (Budapest MÁV-HÉV Pack) |
| Debreceni 1-es villamos Nagyállomás - Kálvin tér szakasza                          | http://bvecucc.webnode.hu/ |
| Debreceni megszűnt 6-os villamos                                                   | http://bvecucc.webnode.hu/ |

### Magyar fiktív pályák
| Pálya                                                                | Letölthető                                                |
| -------------------------------------------------------------------- | --------------------------------------------------------- |
| Sellye-Pécs                                                          | https://bveklub.wordpress.com/sellye-pecs/                |
| FTrain 1-2 Fegyuvára-Nóravár                                         | https://bveklub.wordpress.com/ftrain/                     |
| Felsőpataj-Bogárd                                                    | https://bveklub.wordpress.com/felsopataj-bogard/          |
| Sólyomvár                                                            | https://bveklub.wordpress.com/solyomvar/                  |
| Királyliget                                                          | https://bveklub.wordpress.com/kiralyliget/                |
| Sólyomvár-Királyliget                                                | https://bveklub.wordpress.com/solyomvar-kiralyliget/      |
| PZMA metróvonal                                                      | https://bveklub.wordpress.com/pzma/                       |
| PMetro metróvonal                                                    | http://bzmot332.atw.hu/                                   |
| 57-es villamos                                                       | https://bveklub.wordpress.com/57-es-villamosvonal/        |
| 58-as villamos                                                       | https://bveklub.wordpress.com/muzeum/#58-as-villamosvonal |
| Téglagyári kisvasút                                                  | https://bveklub.wordpress.com/teglagyari-kisvasut/        |
| Szigetújfalu 1-es villamos - valós környezetben fiktív villamosvonal | http://zaigron.atw.hu                                     |
| Vác M1 - valós környezetben fiktív metróvonal                        | http://vacbve.atw.hu                                      |
| Vác M2 - valós környezetben fiktív metróvonal                        | http://vacbve.atw.hu                                      |
| Vác M3 - valós környezetben fiktív metróvonal                        | http://bveroli.atw.hu                                     |

## Magyarországon futó járművek

### Nagyvasút
| Jármű                         | Letölthető |
| ----------------------------- | --- |
| V43                           | https://bveklub.wordpress.com/szili                                                                              |
| V63                           | https://bveklub.wordpress.com/gigant                                                                             |
| Taurus                        | https://bveklub.wordpress.com/siemens-taurus                                                                     |

A fiktív 57-es villamos pályája a BVE-ben

| Hernyó                        | https://drive.google.com/drive/folders/0B3dyn888QfB5QjFRZXBMdmJrSU0                                              |
| BDbt /3**-V43-hoz/            | http://bvefan17.uw.hu/ Archiválva 2008. február 4-i dátummal a Wayback Machine-ben                               |
| BDbt /1**-M41-hez/            | http://bveplaza.atw.hu/                                                                                          |
| BDt 4** MÁV 432-es sorozathoz | https://bveklub.wordpress.com/muzeum/#BDt400                                                                     |
| M41 - Csörgő (Classic)        | https://bveklub.wordpress.com/classic-csorgo                                                                     |
| M41 - Hörgő (Remot)           | https://bveklub.wordpress.com/remot-csorgo                                                                       |
| M61 - Nohab                   | https://bveklub.wordpress.com/nohab                                                                              |
| MÁV BTX vezérlőkocsi          | https://bveklub.wordpress.com/mdmot                                                                              |
| Siemens Desiro                | https://bveklub.wordpress.com/siemens-desiro https://drive.google.com/drive/folders/0B3dyn888QfB5QjFRZXBMdmJrSU0 |
| Stadler FLIRT                 | https://bveklub.wordpress.com/stadler-flirt                                                                      |
| MÁV 242-es gőzmozdony         | https://bveklub.wordpress.com/muzeum/#242                                                                        |
| BHÉV MX/A                     | https://gothpaladinus.wixsite.com/gothpaladinusbve (Budapest MÁV-HÉV Pack)                                       |
| BHÉV MIX                      | http://bzmot332.atw.hu                                                                                           |
| MÁV Traxx                     | http://opbvemeu.blogspot.com/p/tren-mav-start-edicion-2019.html                                                  |
| ÖBB Railjet                   | https://gothpaladinus.wixsite.com/gothpaladinusbve (OeBB RailJet)                                                |
| MÁV Uzsgyi                    | https://gothpaladinus.wixsite.com/gothpaladinusbve (MMZ 81-731.25 DMU (Uzsgyi))                                  |

### Villamos
| Jármű                   | Letölthető                                                                                               |
| ----------------------- | --- |
| T5C5                    | https://bveklub.wordpress.com/t5c5                                                                       |
| T5C5K                   | https://bveklub.wordpress.com/t5c5k                                                                      |
| Csufi                   | http://peti817172m.atw.hu/ ; http://vasutasadam.atw.hu/ (Csak OpenBVE-hez)                               |
| KCSV5                   | http://vasutasadam.atw.hu/ (Csak OpenBVE-hez)                                                            |
| KCSV7                   | https://bveklub.wordpress.com/kcsv7                                                                      |
| CSM2-ICS                | https://bveklub.wordpress.com/ics                                                                        |
| CSM2 Bengáli (Debrecen) | https://bveklub.wordpress.com/muzeum/#BengaliDebrecen                                                    |
| CSM4 Bengáli (Szeged)   | https://bveklub.wordpress.com/muzeum/#BengaliSzeged                                                      |
| DÜWAG TW6000 (Banán)    | https://bveklub.wordpress.com/tw6000 https://drive.google.com/drive/folders/0B3dyn888QfB5QjFRZXBMdmJrSU0 |
| Siemens Combino NF12B   | https://drive.google.com/drive/folders/0B3dyn888QfB5QjFRZXBMdmJrSU0                                      |

### Metró, Földalatti
| Jármű                               | Letölthető |
| ----------------------------------- | --- |
| Ganz FAV                            | http://bvemetro.hu/ https://bveklub.wordpress.com/sd-ejc/#FAV                                                                      |
| MFAV 19                             | http://csuklor.atw.hu http://bvemetro.hu/                                                                                          |
| FAV motorkocsi                      | http://csuklor.atw.hu (Csak OpenBVE-hez) http://bvemetro.hu/                                                                       |
| MMZ Ev                              | http://bvemetro.hu/ https://bveklub.wordpress.com/sd-ejc/#Ev                                                                       |
| MMZ-BKV Ev/A (Barbi)                | http://bvemetro.hu/ https://bveklub.wordpress.com/sd-ejc/#Ev/A https://drive.google.com/drive/folders/0B3dyn888QfB5QjFRZXBMdmJrSU0 |
| MMZ Ev3                             | http://bvemetro.hu/ https://bveklub.wordpress.com/sd-ejc/#Ev3                                                                      |
| MMZ 81–717.2/81–714.2               | https://drive.google.com/file/d/0B3dyn888QfB5VWdHekxvT2lFbEU/view https://bveklub.wordpress.com/sd-ejc/#81-7172                    |
| MMZ 81-717.2M/81-714.2M (Vízipók)   | http://peti817172m.atw.hu/ https://bveklub.wordpress.com/sd-ejc/#81-7172M                                                          |
| Ganz–Hunslet G2                     | https://bveklub.wordpress.com/sd-ejc/#G2 https://drive.google.com/drive/folders/0B3dyn888QfB5QjFRZXBMdmJrSU0                       |
| Alstom Metropolis AM5-M2            | https://bveklub.wordpress.com/sd-ejc/#AM5-M2                                                                                       |
| Alstom Metropolis AM4-M4            | https://gothpaladinus.wixsite.com/gothpaladinusbve (Megtalálható a budapesti M4-es metró letöltésében)                             |
| M2060 (fiktív váci metrószerelvény) | http://vacbve.atw.hu/ (Megtalálható a váci 2-es metró letöltésében)                                                                |

### Buszok, egyéb
| Jármű                    | Letölthető                |
| ------------------------ | ------------------------- |
| Renault Mégane (sínautó) | http://peti817172m.atw.hu |

## Alkalmazások
| Alkalmazás       | Leírás |
| ---------------- | --- |
| Track Viewer     | A BVE-hez készített pályákhoz nézegető program                                                                         |
| Structure Viewer | b3d típusú fájlok nézésére használható program                                                                         |
| Route Viewer     | openBVE-hez készített pályák megtekintéséhez használható program                                                       |
| Object Viewer    | openBVE-hez készített objektumok megtekintéséhez használható program                                                   |
| Train Editor     | openBVE-hez készített járművek egyik fő összetevőjének (train.dat fájl) készítésére és szerkesztésére alkalmas program |
| Object Bender    | openBVE-hez készített objektumok ívesítésére, hajlítására alkalmas program                                             |

### Magyar BVE oldalak
- OpenBVE Hungary[halott link]
- BVE Klub
- BVEMetro
- Vasutasadam
- Csukló
- Peti817172M
- Phonteus Nevolius
- Gothpaladinus BVE
- Barthez BVE Archiválva 2008. február 4-i dátummal a Wayback Machine-ben
- SD. EJC. - BVE Klub Archiválva 2019. május 28-i dátummal a Wayback Machine-ben
- BzMot332
- BVECUCC
- Kisember87
- Taurus1116

### BVE Fórumok
- BVE Klub fórum Archiválva 2019. május 28-i dátummal a Wayback Machine-ben
- Index - BVE Train
- Index - BVE Mindenes
- BVE WorldWide forum

### Jelentősebb külföldi BVE oldalak
- BVE Wiki
- RailSimRoutes
- TrainSimStuff
- Brno BVE